# Millery (Rhône)
Millery település Franciaországban, Rhône megyében. Lakosainak száma 4323 fő (2022. január 1.). Millery Charly, Vernaison, Vourles, Grigny-sur-Rhône és Montagny községekkel határos.

## Népesség
A település népességének változása:
| Lakosok száma | 3909 | 4341 | 4422 | 4331 | 4324 | 4318 | 4313 | 4350 | 4323 |
|               | 2013 | 2015 | 2016 | 2017 | 2018 | 2019 | 2020 | 2021 | 2022 |